# Roger Schädler
Roger Schädler (* 8. November 1976) ist ein liechtensteinischer Politiker (VU). Er ist seit 2025 Abgeordneter im liechtensteinischen Landtag.

## Biografie
Schädler arbeitet in der Finanzindustrie. Zuletzt als Relationship Manager bei der LGT.
Er gehörte von 2015 bis 2019 für die Vaterländische Union dem Gemeinderat von Triesenberg an. Im Februar 2025 wurde er für seine Partei in den Landtag des Fürstentums Liechtenstein gewählt.
Schädler ist verheiratet und hat zwei Kinder, einen Sohn und eine Tochter.